# Waiting for the Night (canção de Nelly Furtado)
Waiting for the Night  é uma canção da cantora canadense Nelly Furtado, gravada para o seu quinto álbum de estúdio, The Spirit Indestructible (2012). Escrita e produzida por Furtado e Rodney "Darkchild" Jerkins, foi lançada como o quarto single do álbum em 14 de Dezembro de 2012.
Liricamente, a música é sobre ela ter uma queda por um menino e foi inspirada em um diário que Furtado manteve quando um apaixonado adolescente de 16 anos passava as férias de verão na 
Ilha de São Miguel, Portugal. 
A música recebeu críticas geralmente favoráveis, dizendo ser cativante e ter um refrão memorável. Alguns críticos notaram semelhanças com "Waiting for Tonight" e "On the Floor" de Jennifer Lopez. Um videoclipe para a música foi lançado em 8 de janeiro de 2013 no canal de Furtado no Youtube

## Composição
"Waiting for the Night"  uma música dance-pop e electropop com elementos do pop latino, house music, R&B e folk com acordeão e gaita de fole.
A música começa com uma palavra falada escrita no diário de Furtado com harpa, gaita de foles, sons de ondas e gaivotas. No refrão ela canta: "Dia e noite / Dia e noite / Você me surpreende / Explode minha mente". A música termina com seu pai, Antonio José Furtado , dizendo: "Nossa, isso é tão rock'n'roll".

## Videoclipe
Dirigido pelo The Seed Collective, o vídeo foi lançado através de seu canal oficial no YouTube em 8 de janeiro de 2013 e mostra Furtado cantando a música em um clube underground, com um pouco de maquiagem pela metade do rosto, fazendo um balanço noir e sensual com dançarinos zumbis estrangeiros tocando a música ao seu redor, que remete ao dia dos mortos.

## Performances ao Vivo
Furtado performou a música no NRJ Stars For Free, em Zurique, Suíça, em 24 de novembro de 2012.No The Voice of Germany, em dueto com seu concorrente James Borges e e também no La Voix (Québec) com a cantora e compositora Ariane Moffatt.

## Lista de faixas
| Germany digital download |                                                          |         |  |
| N.º                      | Título                                                   | Duração |  |
| 1.                       | "Waiting for the Night"                                  | 4:29    |  |
| 2.                       | "Waiting for the Night (Live Version)"                   | 3:22    |  |
| 3.                       | ""Big Hoops (Bigger The Better) (Demolition Crew Remix)" | 6:27    |  |
| 4.                       | "Parking Lot (Tiësto Remix)"                             | 4:40    |  |

## Desempenho nas paradas musicais
| Parada (2012)                     | Melhor posição |
| --------------------------------- | -------------- |
| Alemanha (Official German Charts) | 26             |
| Austria (Ö3 Austria Top 40)       | 73             |
| Bélgica (Ultratip Flanders)       | 61             |
| Canadá (Canadian Hot 100)         | 97             |
| Canadá AC (Billboard)             | 40             |
| Eslovakia (Rádio Top 100          | 28             |
| Rússia Airplay (Tophit)           | 15             |
| Suíça (Schweizer Hitparade)       | 29             |
| Ucrânia Aiplay(Tophit)            | 7              |